# Max Morlock
Maximilian "Maxl" Morlock, född 11 maj 1925 i Nürnberg, död där 10 september 1994, var en tysk fotbollsspelare.
Max Morlock kom i tonåren till storklubben 1. FC Nürnberg som vid den här tiden var tyska rekordmästare. Efter Andra världskriget startade den tyska klubbfotbollen upp på nytt och 1. FC Nürnberg kunde bli tyska mästare 1948. Under 1950-talet tillhörde Morlock de bästa och mest omtycka spelarna i Tyskland. Höjdpunkten i karriären kom 1954 då Max Morlock var en av nyckelspelarna när Västtyskland vann VM-guld för första gången - "Das Wunder von Bern". Morlock var tyskarnas bästa målskytt och gjorde reduceringen mot Ungern i finalen. 1961 blev Nürnberg på nytt tyska mästare med Morlock som lagets stora profil och veteran. Morlock kom även att spela den första säsongen i Bundesliga 1963-1964 innan han lade skorna på hyllan. Morlock är den enda tyska spelaren som spelat i tre olika tyska högstadivisioner.
Morlock är en av Nürnbergs största spelare genom tiderna och har fått platsen Max-Morlock-Platz utanför Frankenstadion uppkallad efter sig.

## Meriter
- VM i fotboll: 1954
  - VM-guld 1954
- Tysk mästare 1948, 1961